# Calle Rashid Behbudov
La Calle Rashid Behbudov (en azerí: Rəşid Behbudov küçəsi) es una arteria vial en el centro de Bakú, Azerbaiyán, que fue bautizada con el nombre de una famosa cantante de Azerbaiyán, Rashid Behbudov. Se inicia en el extremo sur del distrito Sabayil de Bakú y continúa hacia el norte, terminando en la intersección con la calle Bakikhanov con la intersección de la calle Uzeir Hajibeyov.
Los antiguos nombres de la calle incluyen "Budagovskaya", "Kaspiyskaya", "Teniente Schmidt". Su nombre se cambió finalmente en honor de una reconocida cantante de Azerbaiyán y actriz Rashid Behbudov. Se extiende 2,16 kilómetros (1,34 millas). Conecta la avenida Neftchiler en el centro de Bakú con un tramo de la calle Bakikhanov a la avenida Tiflis, que conduce a la entrada norte de Bakú.